# Bitihorn
Das Bitihorn ist eine Bergspitze im südöstlichen Jotunheimen in Norwegen.
Es liegt auf dem Gebiet der Kommunen Vang und Øystre Slidre; der Gipfel markiert die Kommunengrenze. Der Riksvei 51 führt östlich am Bitihorn vorbei.
Auf dem westlich vom Berg gelegenen See Bygdin verkehrt seit 1912 ein Schiff, das den Namen Bitihorn trägt.